# Сенюти

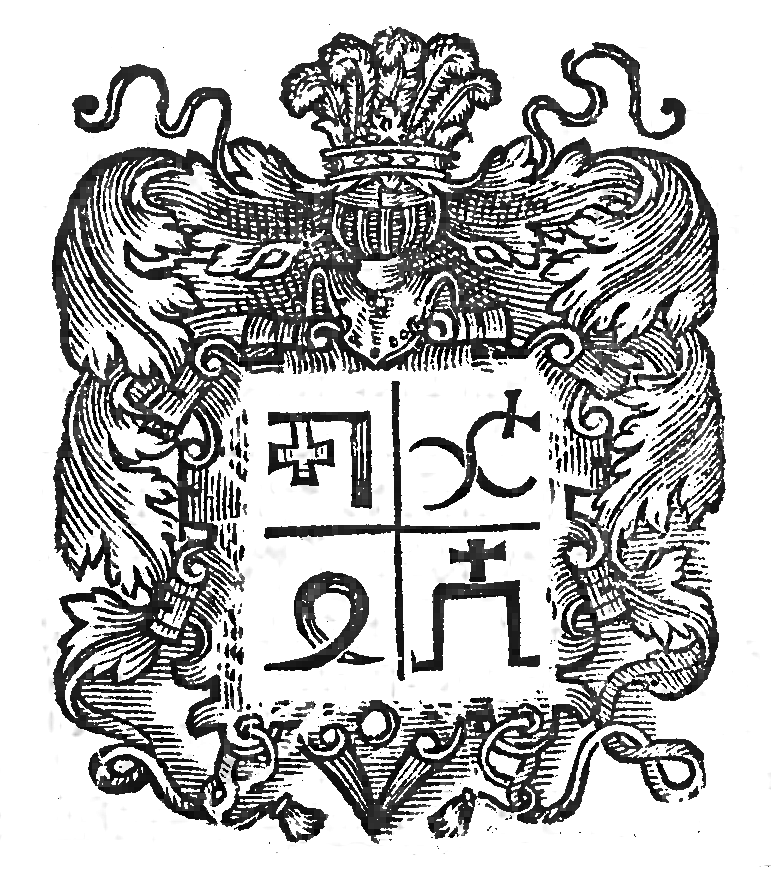
Герб роду Сенюти

Сенюти — руський шляхетський рід власного гербу. Частина представників роду були протестантами, зокрема, кальвіністами, антитринітаріями. Родоначальником вважають боярина князя Івана Острозького Сенюту Супруновича Кобаковича, який жив у середині XV ст. З часом рід «поділився» на 3 гілки: Ляховецьку (місто Ляхівці), Ольшанецьку (село Вільшаниця), Радогоську (Велика Радогощ), за давнішими даними була й четверта — Тихомельська гілка (село Тихомль).

## Представники
- Єсько (пол. Jesko) Сенютич (пом. між 1527 і 1533) — володимирський городничий (1513—1518); 27 червня 1518 року король Сигізмунд I Старий підтвердив його право володіння серед інших селами Вовківці, Хмелів, Вільшаниця.[4]
  - Григорій
    - Федір (†бл. 1595) — кременецький городничий (1574—1595), войський крем'янецький (1572—1594), кальвініст, ~ Катерина Миколаївна Фірлей[5], ревна аріянка, мали трьох синів.[6][7]
      - Павло-Христофор (1589—1640) — покровитель аріанської секти на Волині. Навчався в Гайдельсберзькому (1603) та Лейденському (1605) університетах. 1612 став католиком і звів у Ляхівцях домініканський монастир Святої Трійці, зобов'язувався не підтримувати аріан і православних, що проживали в його володіннях. Наступного року виїхав у подорож до Італії, побував у Падуї, Римі. Після повернення до Речі Посполитої повторно став аріанином (1616), відбудував збір (молитовний дім) у Ляхівцях і заснував нові — у Корниці та Тихомлі. ~Катерина Немиричівна, дочка київського підкоморія аріанина Стефана Немирича
      - Авраам — навчався в Гайдельсберзькому (1603) та Лейденському (1605) університетах.
        - Петро — успадкував майно батька та дядька

  - Роман — королівський ротмістр, ~Анна Хомяковська[8][9]
    - Іван Романович — волинський земянин, учасник походу князя Дмитра Вишневецького-Байди 1563 року, потрапив з ним у полон, де пробув бл. 3 років; дружина  — Марина Олехнівна Борзобагата, не дочекавшись чоловіка, вийшла за Олександра Лесоту, за це вигнав її з «двору», від неї мав сина Григорія, наступного року одружився з Ганною Хоболтовською, з якою мав дітей Івана та Оксимю[10].

- Авраам, дружина — N.Семенська, дочка Стефана Яновича, судді гродського серадзького[11]
- Олександр Христофор — каштелян, староста шидловецький,[12] дружина — Тереса Констанція Опалінська, по його смерті друга дружина київського воєводи Немирича Степана (шлюб бл. 1680—1681[13])
- Ганна — перша дружина ковельського старости Пйотра Адама Опалінського, сина Кшиштофа[14]

Ляховецька гілка роду вигасла, імовірно, на початку 18 ст.